# アトピービジネス
アトピービジネスとは、アトピー性皮膚炎の患者をターゲットにする悪徳商法を指す言葉として、金沢大学医学部皮膚科教授の竹原和彦が作った造語である。
日本では1990年代にマスコミによりアトピー性皮膚炎とステロイド外用薬に関する誤った報道が大規模に行われ、インターネットの普及で誤った情報が一気に拡散した。アトピー性皮膚炎の特集を行ったNHKディレクターの渡辺隆文・井馬直実は「インターネット普及による情報過多の負の側面は、様々なテーマで取材しても感じるが、特にアトピー性皮膚炎では、真偽の定かでない情報の爆発的な氾濫が患者を混乱させ、出口の見えない迷路に連れて行ってしまっている」と指摘している。

## 概要
アトピー性皮膚炎は、しばしば複数の因子で悪化する多因子性疾患であり、複数の要因が複雑に重なり合っている可能性もあり、ひとつの因子のみ対策を行ってもうまくいかなかったり、不十分に終わってしまう可能性が高い。悪化因子に本人が全く気付いていないこともある。発症原因も完全に解明されておらず、マスコミによって標準治療で使われるステロイド外用薬に悪いイメージが広められたため、医学（現代医学）の標準治療を思い込みから忌避する患者もおり、患者や患者の家族の悩みも深いものとなっている。
そうした状況下、民間療法の業者の中にもアトピー性皮膚炎の患者を対象に商売を行うものも多い。そうした民間療法の業者の中には、医師が処方する医薬品の問題点をことさら強調することで、人々の恐怖心を煽るものである。もっとも多いパターンとしては、ステロイド外用薬の副作用などの問題点をことさら強調することであるが、これは膠原病の治療などに使われるステロイド内服薬の副作用をステロイド外用薬の副作用であるかのように喧伝することも多い（しかし一般的にステロイド内服薬はアトピー性皮膚炎の治療に使われない）。
アトピー性皮膚炎で悩む患者や患者家族の数は多く、痒みや痛みなどの身体的苦痛、皮膚の状態を悪化させることから生活に及ぼす影響も大きい。患者の藁にもすがる気持ちつけこむことで、儲けの得やすいビジネスだと見なしている一群の業者と、そのターゲットにされている患者群がおり、結果として様々な問題が起きている。さらに厄介なことに、正規の医師の中にも根拠の無い療法などを患者に勧めて安易に収益を増やすようなことを行っている者がおり、このことを人々に注意喚起するために竹原和彦が「アトピービジネス」という用語を造った。

## 被害
医療詐欺として、医学的根拠や効果の乏しいサプリメントや健康食品、代替医療などのサービスに対して高額な出費を強いられるという金銭面の被害、医療機関による適切な治療を受ける機会を失い疾患の悪化を招き、無認可の医薬品などの危険に晒されるという健康面での被害、またそれらによる精神的苦痛などの被害が挙げられる。
アトピー性皮膚炎患者をターゲットにする業者は、標準治療の害を説く一方で、自らが用意した食品や療法に関しては、実際には効果の有無に関する疫学・統計学的な大規模調査が行われていないにもかかわらず、さも効果が科学的に証明されたかのように印象付ける巧みな宣伝手法を用いて、人々に様々な食品を売りつけたり、“療法”（何かしら療法に似たような独特の行為）を行い料金を得る業者（商人）が数多く存在する。「アレルギーの元となる毒素を内臓から排出させる」とする無許可の内服薬・サプリメント、ステロイドを含むことを隠し「100%天然」を謳うクリーム、疑似科学的な説明がされた飲料水など、様々な商品が存在する。
一例として、2014年にアトピー性皮膚炎などへの効能を謳う無許可の医薬品を販売したとして、薬事法違反の疑いでサプリメント販売会社ブライトライフ（横浜市中区）が摘発されている。警察によると、同社は2009年11月から2013年11月にかけ、延べ約3700人に原価の3倍から10倍の価格でサプリメントを販売し、計約2400万円を売り上げていた。ホームページで「アレルギーの元となる毒素を内臓から排出させる」と商品を宣伝し、ステロイド外用薬を危険視する自社商品愛用者の書き込みを複数掲載して客を集めていた。そのほか多数の逮捕例がある。

## 背景
アトピー性皮膚炎をターゲットにした悪徳商法が日本で流行りやすい理由として、以下の要因が挙げられる。
患者数が多い
株式会社ユメックスによる平成25年度課題解決型医療機器等開発事業「患者と医療従事者負担解決のためのオーダーメイド型紫外線治療器の開発」研究開発成果報告書（概要版）ほかにおいては、アトピー性皮膚炎の患者数は500-600万と見積られているのに対して、厚生労働省の平成26年患者調査では45万6,000人と推計されており、「国が虚偽のデータを捏造している」と誘導した上で診療に導きやすい。
マスコミによる誤った報道が大規模に行われた
皮膚科専門医の古江増隆（九州大学教授）は、「日本の患者はステロイド外用薬を悪者に仕立てる噂に乗せられてしまう」と指摘している。標準治療に不信感を抱かせ難病と思い込ませることで、医療機関から患者を引き離し科学的根拠のない偽医療に誘導する。
QOLに影響が大きいが生命に影響が少ない
クオリティ・オブ・ライフ（QOL、生活の質）に及ぼす影響が重大（特に重症例）である反面、適切な治療を行わなくても多くの場合は生命に影響を及ぼさない。
患者の治癒したいと思う気持ちが大きいため勧誘しやすい。また、治療が不適切でも死亡などにより事件に発展することは少なく、患者を通常の医療から引き離すのが容易である。
外見を損ねる症状が現れる
皮膚に症状が現れるため、外見に対する精神的苦痛を感じたり、容姿に対する劣等コンプレックスを生じる。業者は「美しい肌になれる」等の文句で患者の購買心を誘う。
発症メカニズムが完全に解明されておらず、悪化因子が多様・複雑である
アトピー性皮膚炎の発症メカニズムは、イギリスのダンディー大学遺伝子解析研究者マックリーン教授によって、2006年にかなりの部分が解明されており、アトピー性皮膚炎の患者では、FLG遺伝子が十分に機能していないことが分かっている。しかし、複数の因子で悪化する多因子性疾患であるため、悪化因子の特定や標準治療以外の改善法は人によって異なる。またアトピー性皮膚炎は「病気」という見方の一方「体質」であるという考え方もある。
ただしアトピー性皮膚炎そのものがどのような遺伝形式を有しているかは、現在（平成23年時点）のところまだわかっていない。Edforn-Lubsによる6,996組13,992人の双生児の追跡調査（1971年）では、アトピー性皮膚炎は4.3%に認められ、双生児の一致率は一卵性双生児間で15.4%、二卵性双生児間で4.5%であった。一卵性双生児間の一致率全体での発症率を上回っていることから、ある程度の遺伝性を裏付ける結果であるが、古江増隆は「思ったよりその一致率は低く、体質的な遺伝背景だけでなく対外的な環境の影響を受ける多因子的側面がうかがえる」と述べている。
21世紀前半現在では、主な治療は皮膚の炎症を治す対症療法である。標準治療では、主にステロイド外用薬で炎症をコントロールすることにより、通常の生活を送りクオリティ・オブ・ライフの向上を目指す。アトピー性皮膚炎における患者の遺伝形式に注目し、遺伝子を書き換えることはできないため、完全な治療は不可能であるとする主張もある。こういった考え方を利用し「標準治療では治らない」「自分が勧める治療では根本的に治すことができる」という事実無根な文句をうたう事で、患者のつらい心理状態に光明をさすかの如く誘う。
自然治癒することがあり、因果関係の証明が困難である
アトピー性皮膚炎は自然治癒することがある。自然治癒か商材の効果か不明な症例を、商材による成果として大々的に宣伝することにより、どのような商材・療法（のようなもの）でも優れた効果があるかのように宣伝できる。本来、客観的に効果があるかどうかは二重盲検を行わないと判定できない。
また、通常のアトピー性皮膚炎の治療の主体は外用剤であり、その機序や対処法の研究が遅れていることも、根拠のない商法がつけこむ要因となっている。

## 関連文献
- 竹原和彦 著 『アトピービジネス』 文藝春秋、2000年。ISBN 4166601113
- 渡辺隆文、夫馬直実 著 『あきらめない! アレルギー治療―食物アレルギー・花粉症・アトピー性皮膚炎』 NHK出版、2012年
- 古江増隆 編集 『アトピー性皮膚炎(改訂第2版) 新しい診断と治療のABC』 最新医学社、2011年